# Kogrediencia (mátrixok)
A lineáris algebrában a egy adott test feletti A és B mátrixok kogrediensek (más szóhasználatban kongruensek), ha létezik olyan invertálható C mátrix, melyre B = CTAC, ahol T a transzponáltat jelöli. A kogrediencia ekvivalenciareláció.
A kogrediencia fogalma a bilineáris formák illetve kvadratikus alakok elméletében jelenik meg. A kogrediencia ezen operátorokhoz tartozó Gram-mátrixok bázistranszformációra vonatkozó viselkedését írja le. Pontosabban két mátrix akkor és csak akkor kogrediens, ha ugyanazt a bilineáris formát reprezentálják különböző bázisokban.
Sylvester tehetetlenségi tétele szerint a valós számok teste fölött bármely két kogrediens szimmetrikus mátrixnak azonos számú pozitív, negatív illetve zéró sajátértéke van. Következésképpen egy kvadratikus alak különböző előjelű sajátértékeinek száma invariáns, azaz független a reprezentáló szimmetrikus mátrixtól.

## Fordítás
- Ez a szócikk részben vagy egészben  a   Matrix congruence című angol Wikipédia-szócikk ezen változatának fordításán alapul.  Az eredeti cikk szerkesztőit annak laptörténete sorolja fel. Ez a jelzés csupán a megfogalmazás eredetét és a szerzői jogokat jelzi, nem szolgál a cikkben szereplő információk forrásmegjelöléseként.